# Hedera iberica
Hedera iberica är en araliaväxtart som först beskrevs av Mcall., och fick sitt nu gällande namn av Ackerf. och Jun Wen. Hedera iberica ingår i släktet Hedera och familjen Araliaceae. Inga underarter finns listade.